# جيسي أرمستيد
جيسي أرمستيد (بالإنجليزية: Jessie Armstead)‏ هو لاعب كرة قدم أمريكية أمريكي، ولد في 26 أكتوبر 1970 في دالاس في الولايات المتحدة.

## وصلات خارجية
- جيسي أرمستيد على موقع مرجع كرة القدم المحترفة.كوم (الإنجليزية)